# Boris Chlebnikov
Boris Igorjevič Chlebnikov (rusky Борис Игоревич Хлебников; * 28. srpna 1972 Moskva) je ruský režisér a scenárista. Jeho prvním filmem byl mezinárodně úspěšný film Koktebel (2003), jehož spolurežisérem byl Alexej Popogrebskij.

## Životopis
Narodil se 28. srpna 1972 v Moskvě. Jeho otec byl fyzik a filozof. Studoval režii na fakultě Gerasimovovy všeruské státní univerzity kinematografie. Během studií natočil společně s Alexejem Popogrebským svůj první film, jimž byl 21 minut dlouhý dokumentární projekt Mimochod. Stál u zrodu projektu Kinoteatr.doc a je členem výběrové komise programu festivalu. Také je producentem televizní stanice TNT. V roce 2010 se stal jedním ze zakladatelů sdružení kinematografistů KinoSojuza a do prvního sjezdu byl jeho předsedou.
Spolu se svou manželkou Olgou spolupracují na tvorbě filmů. Mají dvě děti, starší syn studoval dva roky fakultu scenáristiky Gerasimovovy všeruské státní univerzity kinematografie, poté studia zanechal a začal navštěvovat kurzy pro scenáristy vedené Alexandrem Gonorovským. Mladší syn zatím navštěvuje základní školu (2018).

## Tvorba
Jeho prvním filmem bylo rodinné drama Koktebel (2003), natočeným společně s Alexejem Popogrebským. Film na 25. ročníku Moskevského filmového festivalu obdržel speciální ocenění poroty. Film popisuje příběh otce a syna, kteří se vydají z Moskvy na Krym, do města Koktebel za otcovou sestrou Marinou poté, co otec přijde kvůli alkoholu o byt a chlapec se začne potulovat. Bez financí míří na jih a hledají příležitostné přivýdělky. Když je otec po hádce s jedním podivínem postřelen, najdou pomoc u felčarky Julie, do které se později otec zamiluje, což chlapec nelibě nese a odcestuje k Černému moři sám. V roce 2006 natočil film Svobodná volba (festivalový název Volný styl), za který v témže roce na festivalu Kinotavr v Soči, obdržel ocenění za režii. Tento film získal i cenu Bílého slona, které uděluje ruská organizace profesionálních filmových kritiků. Film vypráví o dvacetiletém Ljoňovi, který žije v městečku na Volze, kde zavřeli jedinou továrnu a pracovní úřad nemá co nabídnout. Mezitím, co dělníci popíjejí, Ljoňa prodává boty u stánkáře, poté pár dní stráví u cestářů. Holky v městečku jsou drzé, a proto zdejší mládenci ráději narukují na vojnu. V roce 2007 natočil společně s Valerií Gai Germanikovovou dokumentární film Ujechal, jehož hlavním hrdinou je běloruský zahraniční pracovník. Jak připustil sám Chlebnikov, zkušenost s tímto snímkem byla důležitá pro natáčení filmu Bláznivá pomoc (2009), který vypráví příběh o laskavém a lenivém Žeňovi, jenž se za penězi přestěhuje z běloruské vesničky do Moskvy. Ve velkém, nepřátelském městě však přijde o veškeré přátele a příbuzné. Poté se sblíží s podivným starým mužem, s nímž se zapojí do boje proti zlu, které maří život v Moskvě. Zanedlouho se seznamuje se staříkovou dcerou, která mu prozradí kruté tajemství o svém otci.
Dalším filmem, které režíroval bylo drama Arytmie, které získalo na filmovém festivalu Kinotavr v roce 2017 ocenění Grand Prix za nejlepší mužskou roli a cenu diváků. V ruských kinech měl film premiéru 12. října 2017.

## Filmografie

### Režijní
- 1997 – Mimochod (krátkometrážní dokumentární film, společně s Alexejem Popogrebským)
- 2000 – Chitraja ljaguška (krátkometrážní film, společně s Alexejem Popogrebským)
- 2003 – Koktebel (společně s Alexejem Popogrebským)
- 2006 – Svobodná volba (festivalový název Volný styl)
- 2006 – Ujechal (krátkometrážní dokumentární film, společně s Valerií Gaj Germanikovovou)
- 2009 – Bláznivá pomoc
- 2009 – Zkrat
- 2009 – Churchill (TV seriál)
- 2012 – Poka noč ně razlučit
- 2012 – Bez sviditělej (TV seriál)
- 2013 – Dlouhý, šťastný život
- 2015 – Ozabočennyje, ili Ljubov zla (TV seriál)
- 2017 – Arytmie
- 2018 – Děň do
- 2018 – Obyčnaja ženšina (TV seriál)

### Scenáristická
- 2003 – Koktebel (společně s Alexejem Popogrebským)
- 2006 – Svobodná volba (společně s Alexandrem Rodionovovým)
- 2009 – Zkrat (společně s M. Kuročkinovým a I. Ugarovovým v novele Pozor)
- 2013 – Dlouhý, šťastný život (společně s Alexandrem Rodionovovým)
- 2017 – Arytmie (společně s Natalií Mešaninovovou)

### Herecká
- 2011 – 2 dny, role – režisér filmu

## Ocenění a nominace
- 2003 – Mezinárodní filmový festival v Moskvě, zvláštní ocenění poroty za debut filmu Koktebel
- 2006 – Filmový festival Kinotavr, ocenění režiséra za film Svobodná volba
- 2014 – nominace na ocenění NIKA v kategoriích: nejlepší film, za práci režiséra a za scénář za film Dlouhý, šťastný život
- 2017 – Filmový festival Kinotavr, hlavní cena za film Arytmie[8]
- 2017 – Uralský festival ruské kinematografie v Jekatěrinburgu[9]
- 2017 – 25. festival ruské kinematografie v Onfljore, Grand Prix festivalu (za film Arytmie), ocenění publika[10]
- 2018 – Nominace na ocenění Zolotoj orjol[11]
- 2018 – Ocenění NIKA (za nejlepší film roku, za nejlepší práci režiséra a za nejlepší scénář filmu Arytmie).[12]